# Seven deadly sins (Anime)
Seven Deadly Sins (dansk: De Syv Dødssynder) er en japansk manga-/anime-serie skrevet af Nakaba Suzuki. Serien forgår i en verden, der ligner den europæiske middelalder med sin gruppe af riddere, der repræsenterer de syv dødssynder. 

## Plot
De Syv Dødssynder var en gruppe af riddere i Britannia, der blev opløst efter en beskyldning om at ville begå et statskup i kongeriget Liones. Det blev sagt, at de var blevet slået ihjel af kongerigets riddere, dog var der rygter om, at de stadig var i live. Ti år efter De Syv Dødssynder var blevet beskyldt for statkuppet, begik de hellige riddere et succesfuld statskup, og den tredje prinsesse Elizabeth af kongeriget flygtede. Hun forsøger herefter at få kongeriget tilbage ved at finde De Syv Dødssynder. Fortællingen har mange referencer til Biblen og legender om Kong Arthur.

## Anime
Der er fire sæsoner af De syv Dødssynder; den første sæson er på 24 episoder og to animerede film (OVA). Den anden sæson er på fire episoder og den tredje sæson på 24 episoder. Fjerde sæson hedder Gudernes vrede og er ligeledes på 24 episoder.

## Film
The Seven Deadly Sins the Movie: Prisoners of the Sky er en film, der følger serien. Den havde premiere i Japan den 18. august 2018 og er instrueret af Yasuto Nishikata.

## Spil
Seven Deadly Sins: Unjust Sin er udviklet af Bandai Namco Entertainment og udgivet på Nintendo 3DS den 11. februar 2015.
The Seven Deadly Sins: Knights of Britannia er udviklet af Bandai Namco Entertainment og udgivet på PlayStation 4. Det blev udgivet i Europa den 9. februar.

## Eksterne kilder og henvisninger
1. ↑  "Nanatsu no Taizai Wiki". Nanatsu no Taizai Wiki. Hentet 5. februar 2019.